# ويليام إس. غودوين
ويليام إس. غودوين هو محامي وسياسي أمريكي، ولد في 2 مايو 1866، وتوفي في 9 أغسطس 1937. نشط حزبياً في الحزب الديمقراطي. وقد انتخب عضو مجلس ولاية أركنساس ‏ وانتخب عضو مجلس النواب الأمريكي ‏.